# Wimmenau
Wimmenau es una localidad y comuna francesa, situada en el departamento de Bajo Rin en la región de Alsacia.
La comuna se ubica en los límites  del Parque natural regional de los Vosgos del Norte. Limita al noreste con Reipertswiller y Lichtenberg, al sureste con Ingwiller, al sur con Sparsbach, al suroeste con Erckartswiller, al oeste con Wingen-sur-Moder y al noroeste con Goetzenbruck en el departamento de Mosela.

## Demografía
| 826 | 860 | 864 | 900 | 1012 | 1050 |
| Para los censos de 1962 a 1999 la población legal corresponde a la población sin duplicidades (Fuente: INSEE [Consultar]) |     |     |     |      |      |

## Patrimonio
- La «Maison Suisse» de 1669 de estilo renacentista, comprende un molino de aceite.
- La Iglesia de San Andrés (Église Saint-André) es una iglesia protestante que fue incluida en el inventario suplementario de monumentos históricos en 1995.[3]